# Hét szerencseisten
A hét szerencseisten (七福神 Sicsi Fukudzsin) a japán mitológia hét istene, akik a jó szerencsét képviselik. Gyakran tárgyai necukefaragványoknak és egyéb művészeti formáknak.

## Nevük és jellemzőik

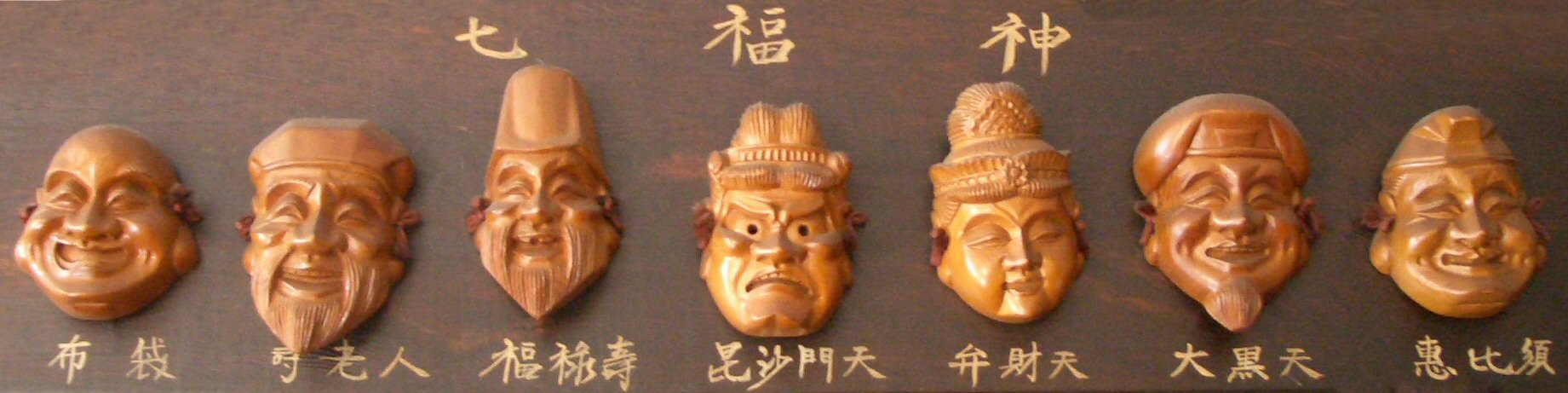
Balról jobbra: Hotei, Dzsuródzsin, Fukurokudzsu, Bisamonten, Benzaiten, Daikokuten, Ebiszu

1. Hotei, a bőség és a jó egészség kövér, boldog istene
2. Dzsuródzsin, a hosszú élet istene
3. Fukurokudzsu, a boldogság, a vagyon és hosszú élet istene
4. Bisamonten, a harcosok istene
5. Benzaiten (Benten-szama), a tudás, a művészetek és a szépség, valamint a zene istennője
6. Daikokuten (Daikoku), a vagyon, a kereskedelem és a csere istene (Ebiszut és Daikokut gyakran párban ábrázolják, és faragványokként vagy maszkokként helyezik el a kisebb üzletekben)
7. Ebiszu, a halászat és a kereskedők istene, gyakran ábrázolják tengeri hallal a kezében

Kicsidzsótent (吉祥天), más néven Kissótent vagy Kudokutent is gyakran sorolják a hét szerencseisten közé, ilyenkor Dzsuródzsin helyét veszi át, mint a boldogság, termékenység és szépség istennője.

## Történetük
A hét szerencseisten alakjai Indiából és Kínából származnak, kivéve Ebiszut. Daikoku-ten hindu istenség, Siva és egy helyi sintó isten, Ókuninusi alakjának összefonódásából alakult ki. Egy másik istenséget, Kicsidzsótent, a boldogság istennőjét is a hét hagyományos isten közé sorolják, felváltva ezzel Dzsuródzsint. Ennek oka, hogy Dzsuródzsin és Fukurokudzsu eredetileg ugyanannak a taoista istenségnek a manifesztációi voltak. Gyakran előfordul azonban a folklórban, hogy hogy a japán istenségek különböző területeken különféle dolgokat képviselnek. Benzaiten egy hindu istennőtől, Szaraszvatitól eredeztethető.
A hét istent gyakran a hajójukban, a Takarabunéban (宝船), vagy más néven "Kincses Hajóban" ábrázolják. A történet szerint a hét isten újévkor érkezik, és csodálatos ajándékokkal halmozza el az arra méltókat. Innen eredeztethető az, hogy a gyerekek újévkor gyakran kapnak pénzt tartalmazó piros borítékot a Takarabune jelével. A Takarabunét és utasait rendkívül sok helyen ábrázolják a művészetekben, a múzeumok falaitól kezdve a játékfigurákig.

## Referenciák
- Happy Seven egy anime, egy iskolai klubról, amiben hét lány a Hét Szerencseisten erejével rendelkezik.
- Egy karakter Dan Brown Digitális erőd című művében a Hét Szerencseistenhez imádkozik, de megnevezésükre a sicsigoszánt használja, ami valójában egy ünnepet jelöl, amit a három, öt és hétéves gyerekek számára rendeznek Japánban.
- Az első Ranma ½ filmben megtalálható a harcművészetek hét szerencseistene, mint legfőbb ellenségek.
- Ghost Sweeper Mikami egyik fejezetében öt a hét szerencseistenből elhagyja a hajóját, és Mikami megpróbálja meggyőzni őket, hogy térjenek vissza.
- A Noragami című animében a Hét Szerencseisten rendszeresen feltűnik
- A Shirobako című animében a főszereplők egy amatőr animációs rövidfilmet készítenek a Hét Szerencseisten történetét felhasználva.

## Szentélyek
- Toka Ebiszu Szentély
- Fukuoka
- Nanjo – Kandzsizaidzsi (観自在寺), Sikoku
- Nishinomija Szentély, Hjogo
- Imamija Ebiszu Szentély, Oszaka

## Képgaléria

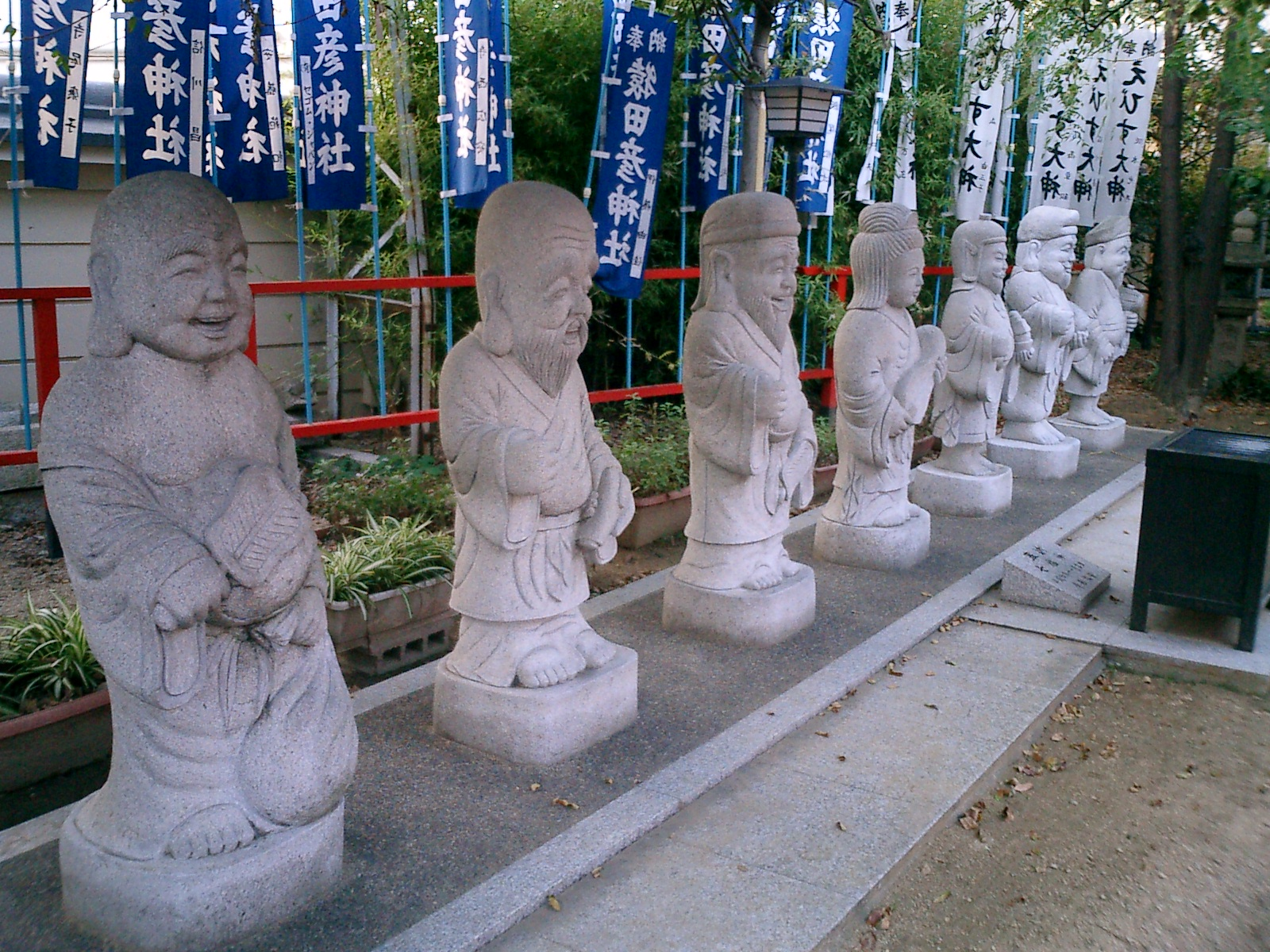
A Hét Szerencseisten a Watatsumi Szentélynél, Tamori-ku, Kobéban.
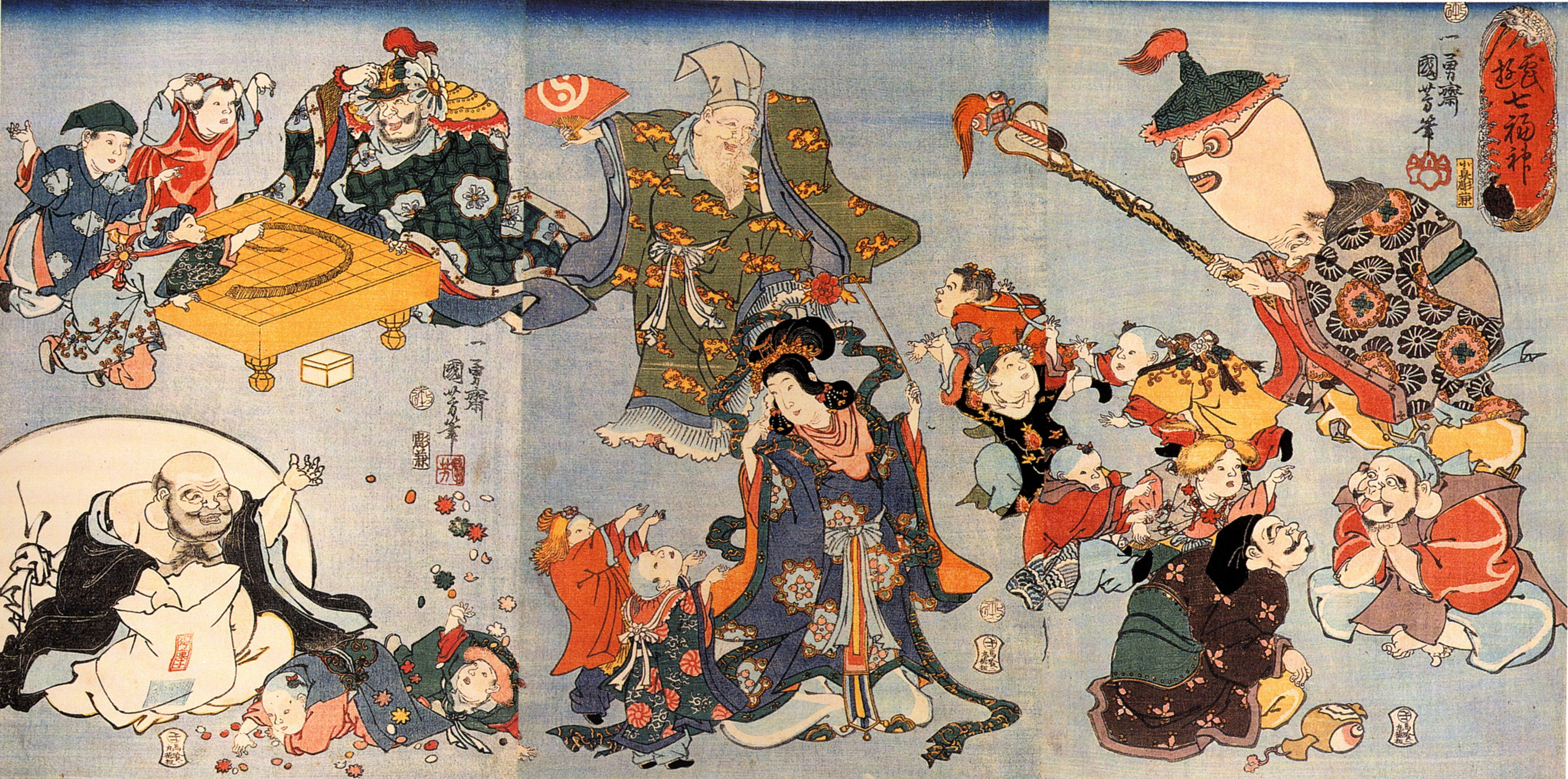
Utagawa Kuniyoshi által készített fametszet a Hét Szerencseistent ábrázolva.
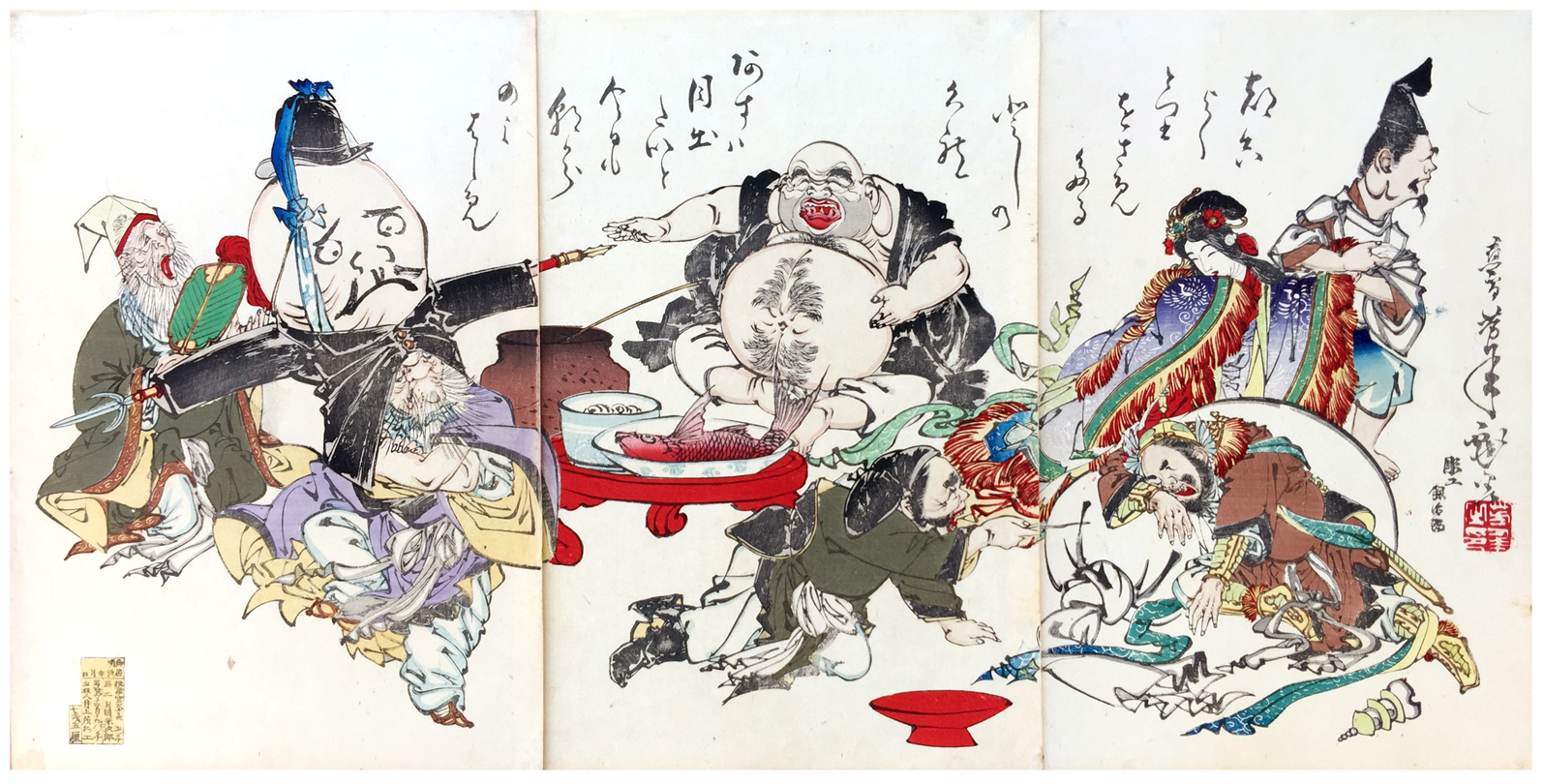
1882-ben, Tsukioka Yoshitoshi által készített fametszet a Hét Szerencseistent ábrázolva

## Külső linkek
- Information on Japanese deities